# Alle meine Monster
Alle meine Monster ist eine Kinderbuchserie des österreichischen Kinder- und Jugendbuchautors Thomas Brezina.
In der Serie geht es um den 10-jährigen Max Müller und seine Freunde, die Monster Füsschen, Frank Steinchen, Luzilla, Mombo Mumie, Boris, Nessina, Wolfgang Amadeus Werwolf, Baby-Drak und Zerbi. Es sind die letzten Monster der Welt. Sie verstecken sich in einer verlassenen, vom Abriss bedrohten, Geisterbahn vor der skrupellosen Karla Kätscher und ihrem Helfer Adonis Amselhirn, die sie fangen wollen, um mit ihnen einen Monsterzirkus zu eröffnen. Max hat mit den Monstern zusammen die kleine Agentur Miet-Monster und Co. gegründet, die Monster vermietet, um mit dem Erlös die Geisterbahn zu kaufen und das Versteck zu erhalten.
Zusätzlich helfen die Monster Max, der in der Schule ein Außenseiter ist, sich gegenüber seinen Mitschülern, seiner Schwester oder seinen Lehrern zu behaupten.

## Bücher
- Das Geheimnis der grünen Geisterbahn
- Der sprechende Fußball
- Gruseln auf dem Stundenplan
- Ferien im Spukhotel
- Unternehmen Schwesternschreck
- Das Skelett im Jet
- Grüße aus dem Geisterschloss
- Familie Fürchterlich
- Spuk in der Schule
- Geisterschiff Ahoi!

Sammelbände:
- Monster Doppeldecker 1
- Monster Doppeldecker 2
- Monster Doppeldecker 3
- Das streng geheime Spuk- und Gruselbuch
- Die schaurigsten Geschichten
- Willkommen in der Monsterschule
- Das Skelett im Jet
- Gruselige Monster Geschichten
- Das große Ferien-Gruselbuch